# UNKLE
UNKLE (также пишется как U.N.K.L.E.) — британский музыкальный проект, созданный Джеймсом Лавелем (владельцем лейбла Mo'Wax) при участии DJ Shadow и, позднее, Ричарда Файла.

## История
Дебютный альбом Psyence Fiction, наибольший вклад в который внёс упомянутый DJ Shadow, запомнился многим благодаря двум клипам: «Be There» и «Rabbit in Your Headlights». Многократно сбиваемый машинами в тоннеле бездомный в клипе «Rabbit in Your Headlights» — Дени Лаван. Вокальную партию исполнил Том Йорк из Radiohead. Кроме того, в записи дебюта приняли участие Mike D, Джейсон Ньюстед, Ричард Эшкрофт, Иэн Браун.
Второй альбом назывался Never, Never, Land. В его создание внесли свой вклад Роберт «3D» Дель Ная (Massive Attack), Иэн Браун, Оззи Осборн, Джош Хомме (Queens of the Stone Age).
В 2007 году вышел третий студийный альбом UNKLE, получивший название War Stories
После этого, в 2008 году, одна из песен группы, «Mayday», попала в официальный саундтрек популярной компьютерной игры GTA IV.
2 сентября 2008 года вышел четвёртый альбом под названием End Titles... Stories for Film
В мае 2010 года выпущен следующий альбом Where Did the Night Fall. Над альбомом работали: Марк Ланеган, Джоэл Кэдбери из South, The Black Angels, Sleepy Sun, Катрина Форд, ELLE J и Gavin Clark. Альбом доступен в цифровом формате на сайте UNKLE.

## Дискография

### Студийные альбомы
| Год  | Альбом                                                                          |
| ---- | ------------------------------------------------------------------------------- |
| 1998 | Psyence Fiction                                                                 |
| 2003 | Never, Never, Land                                                              |
| 2006 | Self Defence: Never, Never, Land Reconstructed and Bonus Beats (4 Disc Box Set) |
| 2007 | War Stories                                                                     |
| 2008 | More Stories                                                                    |
| 2008 | End Titles... Stories For Film                                                  |
| 2010 | Where Did the Night Fall                                                        |
| 2017 | The Road: Part 1                                                                |
| 2019 | The Road: Part II (Lost Highway)                                                |
| 2021 | Rōnin I                                                                         |
| 2022 | Rōnin II                                                                        |

### Синглы иEP
- «The Time Has Come EP: A Tribute to Sun Ra and All Things Fucked Up» (1994)
- «Ape Shall Never Kill Ape» (1997)
- «Berry Meditation» (1997)
- «Rock On» (1997)
- «Last Orgy 3» (1998)
- «Guns Blazing» (ft. Kool G Rap) (1998)
- «Rabbit in Your Headlights» (ft. Thom Yorke) (1998)
- «Be There» (ft. Ian Brown) (1999)
- «Cocaine and Camcorders» (2001) promo only
- «Eye For an Eye» (2003)
- «In a State» (2003)
- «Reign» (ft. Ian Brown) (2004)
- «Nights Temper EP» (2007)
- «Burn My Shadow (ft. Ian Astbury)» (2007) UK #112
- «Hold My Hand» (2007)
- «Restless» (2008)
- «More Stories» (2008)
- «Remix Stories Volume 1» (2008)
- «Where Did the Night Fall» (2010)
- «The Answer EP» (2010)
- «Lives of the Artists: Follow Me Down» EP (2010)